# Rocca Cilento

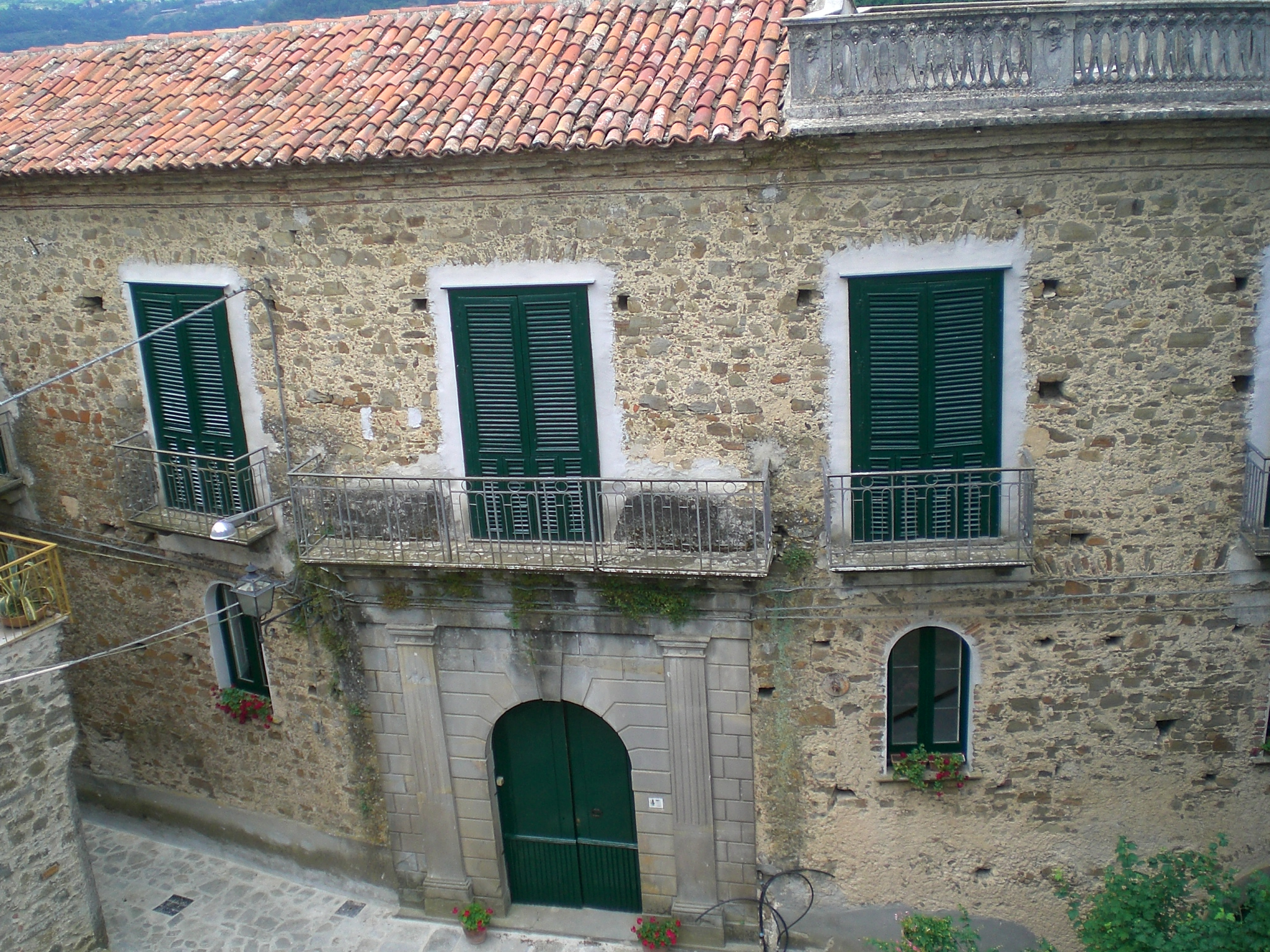

Rocca Cilento è una frazione del comune di Lustra. È nota in tutto il circondario per il suo castello risalente all'età normanna.

## Storia

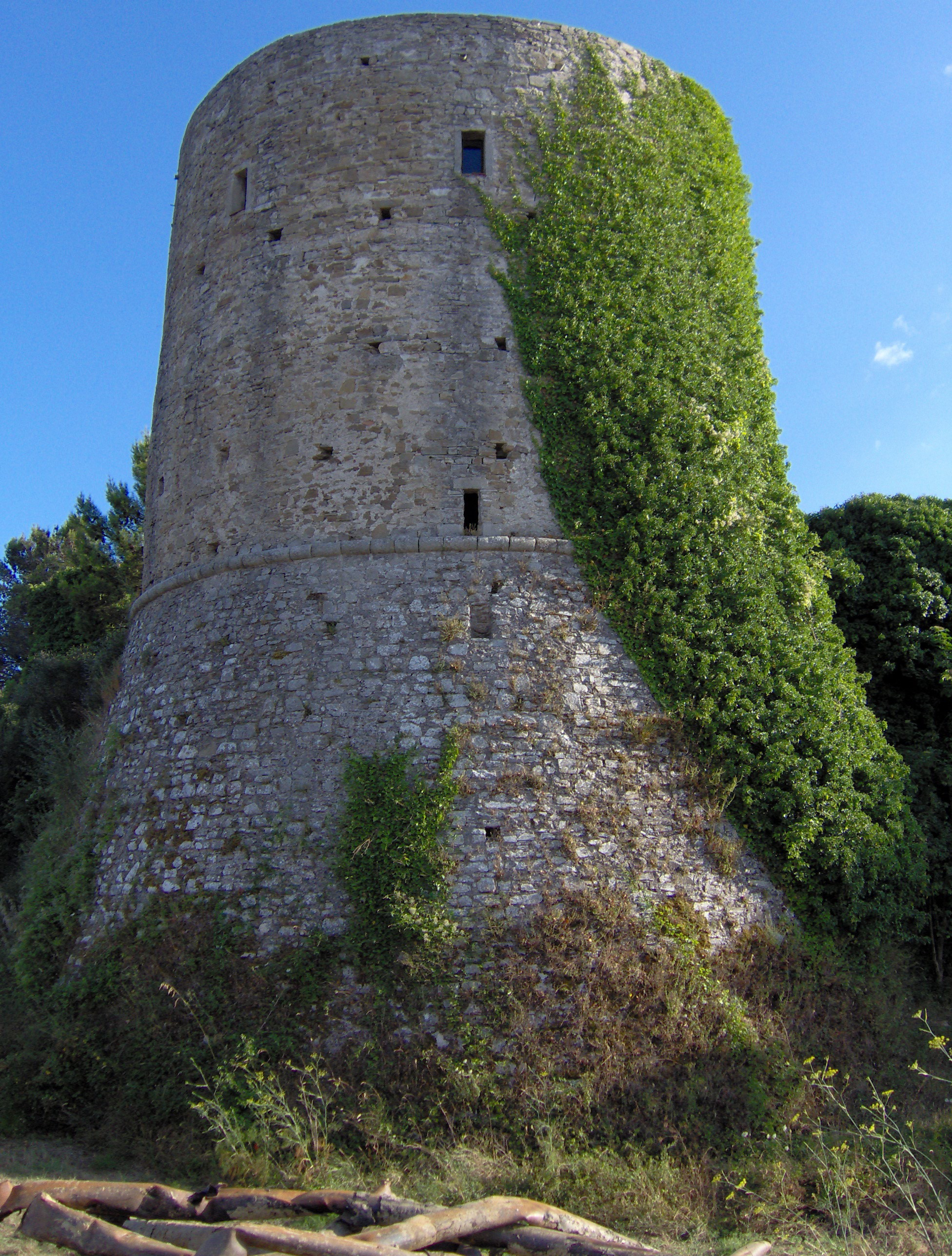
Il Mastio del castello

Le prime informazioni che si hanno riguardo a questa località si trovano in un manoscritto del 1110 in cui si riporta la decisione di Guglielmo Sanseverino di spostare la sede della Baronia del Cilento dalla fortezza (la mitica città di Castellum Cilenti) posta sulla cima del monte Stella alla collina di Rocca.
Precedenti notizie del villaggio appaiono però in documenti risalenti al 963 ed al 994.
Per la sua posizione geografica, all'incrocio della via di Laureana con la via di S. Arcangelo, incominciò ad assumere un ruolo sempre più importante tra i paesi circostanti.
In un documento del 1119 risultava inserita nella cinta fortificata del castello dei Sanseverino e nel 1185 l'insediamento di Rocca figurava come castrum, cioè abitato fortificato. Rocca era anche la sede dell'importante ufficio diocesano dell'arcipresbiterato.

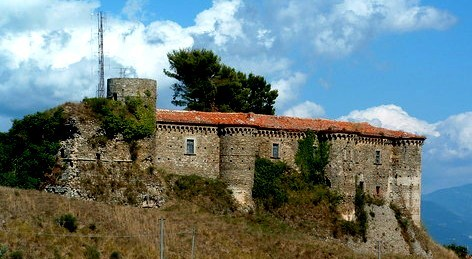
Il castello risale all'età della dominazione normanna nell'Italia meridionale

I Sanseverino la utilizzavano come residenza e ufficio per esercitare l'attività giudiziaria e amministrativa.
Rocca sarà feudo di questa famiglia fino al 1552.
Da allora Rocca condividerà la sua sorte con gli altri paesi cilentani passando a diverse famiglie di feudatari.
Rocca fu aggregata al comune di Lustra nel 1861.

## Il castello di Rocca Cilento
Il castello di Rocca Cilento risale probabilmente alla fine del secolo IX, quando il gastaldato longobardo della Lucania cominciò a suddividersi in contee e signorie, date in vassallaggio a membri della dinastia salernitana.
Questo periodo è segnato dal fenomeno dell'incastellamento causato dalle ondate di invasioni perlopiù ungare e saracene. 
Il castello diventa proprietà della famiglia Sanseverino alla fine dell'XI secolo e resterà di loro proprietà, pur se fra alterne vicende fino al 1552.
Dopo il 1552 il castello passa per molte mani che vi lasciano tracce trasformandolo a seconda delle esigenze del momento (abbassamento delle torri, apertura delle finestre, stucchi negli interni, etc.).
Il castello fu usato a scopi difensivi durante i moti giacobini del 1799.

### Struttura del castello
Il castello è un complesso a pianta pentagonale allungata in direzione nord-sud, che domina il borgo di Rocca Cilento ad una quota di 635 m sul versante sud-ovest della collina. 
La struttura attuale è circondata da mura di origine angioina, che presenta torri circolari sul lato sud-ovest. Lo stretto passaggio di ingresso segnato da un brusco cambiamento di direzione era un accorgimento difensivo dell'architettura militare normanna usata per evitare che gli assedianti potessero abbattere il portone con l'ariete. 
Il complesso difensivo è completato da un fossato che costeggia per un tratto limitato le mura. Il castello si inserisce poi in modo organico con l'abitato di Rocca. 
Il castello mostra i segni degli interventi fatti in epoca angioina, mentre rari sono quelli apportati in epoca normanna e sveva; comunque molti sono concordi sull'origine longobarda del primo maniero. 
Nei cortili resta ancora oggi traccia degli accorgimenti usati in epoche anteriori per l'approvvigionamento idrico.
Negli anni sessanta fu acquistato dallo storico Ruggero Moscati (1908-1981) che ne avvertiva il valore di luogo simbolico del Cilento, crocevia delle varie civiltà che si sono succedute nel tempo. Sotto la sua gestione il castello divenne luogo di incontro e ospitalità di studiosi, e sede di convegni di studio. Il rapporto di Moscati con questa sua opera conobbe alterne fortune, in un rapporto connotato da alti e bassi, funestato, come fu, da furti e vandalismi.
Dopo la morte di Moscati, il castello è andato incontro a un degrado: fino a poco tempo fa si presentava piuttosto malridotto con evidenti lesioni in vari punti, come sul tetto e sulle volte. Nel 2018 ha avuto inizio un profondo lavoro di restauro, tuttora in corso, finalizzato a dare nuova vita all'antico maniero.
Personaggi illustri nativi di Rocca Cilento
BAMMACARO, Nicola. - Nacque a Rocca Cilento nella prima metà del sec. XVIII; nel 1746 era professore straordinario di filosofia nell'università di Napoli e faceva parte dell'effimera accademia istituita da Celestino Galiani.
Nel 1746 dette alle stampe un primo opuscolo sulla natura dell'aria, nel quale esponeva la dottrina implicitamente contenuta nell'opera Dell'aria e de' morbi dall'aria dipendenti (2 voll., Napoli 1746-1749) del medico suo amico Giuseppe Mosca, della quale egli indicava i possibili sviluppi.
Un successivo volumetto sulle forze elettriche, pubblicato due anni dopo come complemento del precedente, gli dette una certa notorietà, sia perché si trattava di uno dei primi libri sull'elettricità pubblicati in Italia, sia per la polemica che ne seguì con l'abate J.-A. Nollet. Questi aveva enunciato nel 1745 la teoria delle effluenze ed affluenze, con la quale spiegava i pochi fenomeni elettrostatici allora noti come dovuti a una materia sui generis fluida sottilissima, effluente dai corpi elettrizzati ed affluente in essi dai corpi vicini. Il B. ritenne la materia affluente "precaria et ex hypothesi assumta"; secondo lui, esiste la sola materia effluente, che, sprizzata dai corpi elettrizzati, comprime l'aria circostante e quindi si riflette, formando attorno al corpo elettrizzato un'atmosfera elettrica o "vortex aëreus": la forza elastica dell'aria compressa dalla materia effluente spinge i corpicciuoli leggeri verso i corpi elettrizzati. Si spiega così, secondo il B., l'apparente attrazione che la teoria del Nollet attribuiva all'impulso della materia affluente. Il Nollet, nella replica a questa critica (Recherches sur les causes particulières des phénomènes électriques... Paris 1749, pp. 56-75), ribadì la propria teoria dedotta, a suo parere, unicamente dai fenomeni; respinse la teoria del B., perché non si possono concepire gli effluvi elettrici che si riflettono su se stessi e soprattutto perché la teoria non spiegherebbe come mai attrazioni e repulsioni avvengano anche nel vuoto; rimproverò infine il B. di non aver fondato la teoria su esperimenti propri, ma di essersi fidato di quelli altrui. La polemica non ebbe ulteriore risonanza, perché, nell'epoca in cui si svolgeva, tanto la teoria delle effluenze ed affluenze del Nollet quanto la più infelice teoria dei vortici del B. erano superate dalle nuove concezioni di B. Franklin.
Il Bammacaro morì a Napoli intorno al 1778.
Scritti: Epistola tentamen de aëre, sive de natura mundi corporei exhibens, Neapoli 1746 (ripubblicato in G. Mosca, Dell'aria e de' morbi dall'aria dipendenti, I, pp. IX-LXIV); Tentamen de vi electrica eiusque phaenomenis in quo aeris cum corporibus universi aequilibrium proponitur..., Neapoli 1748.